# Kategoria Superiore 2020/2021
Kategoria Superiore 2020/2021 var den 82:a officiella säsongen och totalt 85:e säsongen av högsta divisionen i fotboll i Albanien (inräknat tre inofficiella mästerskap under andra världskriget). Det var även den 21:a säsongen under namnet Kategoria Superiore. Säsongen avslutades den 26 maj 2021. Den var från början planerad att ha premiär den 12 september 2020, men blev försenad efter att samtliga klubbar valt att bojkotta tävlingen tills regeringen uppfyllt deras krav. Efter två månaders förhandlingar avslutade klubbarna bojkotten och gick med på att börja säsongen den 4 november 2020. Teuta blev ligamästare den 26 maj 2021 på den sista speldagen av säsongen.

## Lag
Två klubbar hade blivit uppflyttade från Kategoria e Parë: Apolonia och Kastrioti. Flamurtari och Luftëtari blev under föregående säsong nedflyttade till Kategoria e Parë.

### Orter
| Lag        | Ort     | Arena                   | Kapacitet | Placering säsongen 2019/2020 |
| ---------- | ------- | ----------------------- | --------- | ---------------------------- |
| Apolonia   | Fier    | Stadiumi Loni Papuçiu   | 6 800     | 1:a (Kategoria e Parë)       |
| Bylis      | Ballsh  | Adush Muça-stadion      | 5 200     | 7:a                          |
| Kastrioti  | Krujë   | Kamëz-stadion           | 5 500     | 2:a (Kategoria e Parë)       |
| Kukësi     | Kukës   | Elbasan Arena           | 12 800    | 2:a                          |
| Laçi       | Laç     | Laçi-stadion            | 2 300     | 3:a                          |
| Partizani  | Tirana  | Elbasan Arena           | 12 800    | 6:a                          |
| Skënderbeu | Korçë   | Stadiumi Skënderbeu     | 12 343    | 4:a                          |
| Teuta      | Durrës  | Niko Dovana-stadion     | 12 040    | 5:a                          |
| Tirana     | Tirana  | Selman Stërmasi-stadion | 9 500     | Mästare                      |
| Vllaznia   | Shkodër | Loro Boriçi-stadion     | 16 000    | 8:a                          |

### Arenor
| Apolonia                         | Bylis               | Kastrioti           | Kukësi                           | Laçi                                   |
| Stadiumi Loni Papuçiu            | Adush Muça-stadion  | Kamëz-stadion       | Elbasan Arena Uefas arenaranking | Laçi-stadion                           |
| Kapacitet: 6 800                 | Kapacitet: 5 200    | Kapacitet: 5 500    | Kapacitet: 12 800                | Kapacitet: 5 300                       |
|                                  |                     |                     |                                  |                                        |
| Partizani                        | Skënderbeu          | Teuta               | Tirana                           | Vllaznia                               |
| Elbasan Arena Uefas arenaranking | Stadiumi Skënderbeu | Niko Dovana-stadion | Selman Stërmasi-stadion          | Loro Boriçi-stadion Uefas arenaranking |
| Kapacitet: 12 800                | Kapacitet: 12 343   | Kapacitet: 12 040   | Kapacitet: 9 500                 | Kapacitet: 16 000                      |
|                                  |                     |                     |                                  |                                        |

### Klubbinformation
| Lag        | Ordförande         | Tränare            | Lagkapten             | Ställtillverkare | Tröjsponsor        |
| ---------- | ------------------ | ------------------ | --------------------- | ---------------- | ------------------ |
| Apolonia   | Koço Kokëdhima     | Fabrizio Cammarata | Romeo Harizaj         | Joma             | Abissnet           |
| Bylis      | Besnik Kapllanaj   | Veljko Dovedan     | Franc Ymeralilaj      | Uhlsport         | −                  |
| Kastrioti  | Petro Kumi         | Ramadan Ndreu      | Emiliano Çela         | Uhlsport         | Qafshtama          |
| Kukësi     | Safet Gjici        | Mirel Josa         | Agim Ibraimi          | Joma             | Kevin Construction |
| Laçi       | Pashk Laska        | Shpëtim Duro       | Aleksandar Ignjatović | Uhlsport         | Arbëria Palace     |
| Partizani  | Gazmend Demi       | Ilir Daja          | Alban Hoxha           | Joma             | −                  |
| Skënderbeu | Ardian Takaj       | Migen Memelli      | Jorgo Meksi           | Uhlsport         | Tona               |
| Teuta      | Edmond Hasanbelliu | Edi Martini        | Renato Arapi          | Macron           | Caffè Pascucci     |
| Tirana     | Refik Halili       | Orges Shehi        | Idriz Batha           | Uhlsport         | −                  |
| Vllaznia   | Kommunen Shkodër   | Thomas Brdarić     | Erdenis Gurishta      | −                | Fujifilm           |

### Tränarförändringar
| Lag        | Dåvarande tränare | Anledning till förändring             | Datum vid lämnandet | Ligaposition | Ny tränare         | Datum vid ankomst |
| ---------- | ----------------- | ------------------------------------- | ------------------- | ------------ | ------------------ | ----------------- |
| Kukësi     | Orges Shehi       | Ömsesidigt                            | 30 juli 2020        | Försäsong    | Skënder Gega       | 30 juli 2020      |
| Partizani  | Renaldo Kalari    | Slut på period som tillfällig tränare | 10 augusti 2020     | Försäsong    | Ilir Daja          | 10 augusti 2020   |
| Vllaznia   | Hysen Dedja       | Slut på anställningen                 | 10 augusti 2020     | Försäsong    | Thomas Brdarić     | 10 augusti 2020   |
| Skënderbeu | Ilir Daja         | Värvad av Partizani                   | 10 augusti 2020     | Försäsong    | Julian Ahmataj     | 19 augusti 2020   |
| Apolonia   | Artan Mërgjyshi   | Ömsesidigt                            | 31 augusti 2020     | Försäsong    | Giovanni Colella   | 1 september 2020  |
| Tirana     | Emmanuel Egbo     | Avskedad                              | 12 november 2020    | 5:a          | Nevil Dede         | 13 november 2020  |
| Laçi       | Armando Cungu     | Ömsesidigt                            | 26 november 2020    | 8:a          | Stavri Nica        | 26 november 2020  |
| Apolonia   | Giovanni Colella  | Avgick                                | 30 november 2020    | 10:a         | Nikolin Çoçlli     | 30 november 2020  |
| Laçi       | Stavri Nica       | Tillfällig tränare utbytt             | 5 december 2020     | 6:a          | Klevis Hima        | 5 december 2020   |
| Laçi       | Klevis Hima       | Fast tränare anställd                 | 12 december 2020    | 7:a          | Shpëtim Duro       | 12 december 2020  |
| Apolonia   | Nikolin Çoçlli    | Avskedad                              | 17 december 2020    | 9:a          | Bledar Borova      | 17 december 2020  |
| Kukësi     | Skënder Gega      | Avgick                                | 27 december 2020    | 4:a          | Rrahman Hallaçi    | 27 december 2020  |
| Apolonia   | Bledar Borova     | Fast tränare anställd                 | 2 januari 2021      | 10:a         | Fabrizio Cammarata | 2 januari 2021    |
| Kukësi     | Rrahman Hallaçi   | Fast tränare anställd                 | 25 januari 2021     | 5:a          | Mirel Josa         | 25 januari 2021   |
| Tirana     | Nevil Dede        | Ömsesidigt                            | 25 januari 2021     | 6:a          | Orges Shehi        | 27 januari 2021   |
| Skënderbeu | Julian Ahmataj    | Ömsesidigt                            | 31 januari 2021     | 9:a          | Migen Memelli      | 3 februari 2021   |

## Tabeller

### Poängtabell
| Nr | Lag        | S  | V  | O  | F  | GM | IM | MS  | P  |
| -- | ---------- | -- | -- | -- | -- | -- | -- | --- | -- |
| 1  | Teuta      | 36 | 17 | 15 | 4  | 42 | 16 | +26 | 66 |
| 2  | Vllaznia   | 36 | 19 | 9  | 8  | 44 | 22 | +22 | 66 |
| 3  | Partizani  | 36 | 17 | 14 | 5  | 53 | 23 | +30 | 65 |
| 4  | Laçi       | 36 | 16 | 13 | 7  | 41 | 26 | +15 | 61 |
| 5  | Tirana     | 36 | 15 | 13 | 8  | 41 | 26 | +15 | 58 |
| 6  | Kukësi     | 36 | 13 | 6  | 17 | 47 | 48 | −1  | 45 |
| 7  | Skënderbeu | 36 | 9  | 10 | 17 | 34 | 55 | −21 | 37 |
| 8  | Kastrioti  | 36 | 8  | 11 | 17 | 26 | 44 | −18 | 35 |
| 9  | Bylis      | 36 | 7  | 10 | 19 | 28 | 51 | −23 | 31 |
| 10 | Apolonia   | 36 | 4  | 9  | 23 | 22 | 67 | −45 | 21 |

### Resultattabell
| Hemma \ Borta | APO | BYL | KAS | KUK | LAÇ | PAR | SKË | TEU | TIR | VLL | APO | BYL | KAS | KUK | LAÇ | PAR | SKË | TEU | TIR | VLL |
| ------------- | --- | --- | --- | --- | --- | --- | --- | --- | --- | --- | --- | --- | --- | --- | --- | --- | --- | --- | --- | --- |
| Apolonia      |     | 2–2 | 2–1 | 1–3 | 1–0 | 0–3 | 1–0 | 0–1 | 0–1 | 0–1 |     | 2–2 | 2–1 | 1–3 | 1–0 | 0–3 | 1–0 | 0–1 | 0–1 | 0–1 |
| Bylis         | 3–1 |     | 2–1 | 0–3 | 1–1 | 1–2 | 0–2 | 0–0 | 0–0 | 0–1 | 3–1 |     | 2–1 | 0–3 | 1–1 | 1–2 | 0–2 | 0–0 | 0–0 | 0–1 |
| Kastrioti     | 1–1 | 1–0 |     | 1–0 | 1–0 | 2–1 | 2–2 | 0–1 | 1–1 | 0–3 | 1–1 | 1–0 |     | 1–0 | 1–0 | 2–1 | 2–2 | 0–1 | 1–1 | 0–3 |
| Kukësi        | 1–0 | 2–1 | 0–1 |     | 1–0 | 0–2 | 3–1 | 0–3 | 0–0 | 0–1 | 1–0 | 2–1 | 0–1 |     | 1–0 | 0–2 | 3–1 | 0–3 | 0–0 | 0–1 |
| Laçi          | 6–1 | 2–0 | 1–1 | 3–2 |     | 3–2 | 1–1 | 1–0 | 0–1 | 1–0 | 6–1 | 2–0 | 1–1 | 3–2 |     | 3–2 | 1–1 | 1–0 | 0–1 | 1–0 |
| Partizani     | 1–1 | 0–0 | 2–0 | 4–1 | 0–0 |     | 4–0 | 0–0 | 1–0 | 0–0 | 1–1 | 0–0 | 2–0 | 4–1 | 0–0 |     | 4–0 | 0–0 | 1–0 | 0–0 |
| Skënderbeu    | 1–1 | 4–3 | 1–2 | 0–4 | 1–1 | 1–2 |     | 1–3 | 1–1 | 0–2 | 1–1 | 4–3 | 1–2 | 0–4 | 1–1 | 1–2 |     | 1–3 | 1–1 | 0–2 |
| Teuta         | 1–0 | 2–0 | 1–1 | 0–0 | 1–1 | 1–1 | 1–1 |     | 1–1 | 0–0 | 1–0 | 2–0 | 1–1 | 0–0 | 1–1 | 1–1 | 1–1 |     | 1–1 | 0–0 |
| Tirana        | 3–0 | 0–0 | 2–1 | 2–0 | 0–1 | 0–0 | 2–0 | 0–1 |     | 1–1 | 3–0 | 0–0 | 2–1 | 2–0 | 0–1 | 0–0 | 2–0 | 0–1 |     | 1–1 |
| Vllaznia      | 2–0 | 1–0 | 0–0 | 2–4 | 1–2 | 1–0 | 5–1 | 1–0 | 3–2 |     | 2–0 | 1–0 | 0–0 | 2–4 | 1–2 | 1–0 | 5–1 | 1–0 | 3–2 |     |

## Nedflyttningskval
|       | 30 maj 2021 | Kastrioti                         | 2 − 1   | Tomori            | Kamëz-stadion              |                            |
| 16:00 | 16:00       | Xhuljo Mehmeti 45′ Ermir Rezi 62′ | (1 − 0) | 90+3′ Klinti Qato | Kamëz Domare: Kridens Meta | Kamëz Domare: Kridens Meta |
| 16:00 | 16:00       |                                   |         |                   | Kamëz Domare: Kridens Meta | Kamëz Domare: Kridens Meta |
| 16:00 | 16:00       |                                   |         |                   | Kamëz Domare: Kridens Meta | Kamëz Domare: Kridens Meta |

Båda klubbarna blev kvar i sina respektive serier.

## Säsongsstatistik

### Skytteliga
| Rank | Spelare            | Klubb     | Mål |
| ---- | ------------------ | --------- | --- |
| 1    | Dejvi Bregu        | Teuta     | 16  |
| 2    | Agim Ibraimi       | Kukësi    | 15  |
| 2    | Patrick Friday Eze | Kukësi    | 15  |
| 4    | Ardit Hoxhaj       | Vllaznia  | 12  |
| 5    | Haris Dilaver      | Vllaznia  | 11  |
| 6    | Beji Anthony       | Bylis     | 10  |
| 6    | Devid              | Kastrioti | 10  |
| 6    | Lorenco Vila       | Teuta     | 10  |

### Disciplin
- Flest gula kort: 15
  -  Indrit Prodani (Kastrioti)

- Flest röda kort: 2
  -  Kyrian Nwabueze (Laçi)

## Anmärkningslista
1. ↑  Kastrioti spelade sina hemmamatcher under säsongen 2020/2021 på Kamëz-stadion i Kamëz då deras hemmaarena Kastrioti-stadion inte var godkänd för spel i Kategoria Superiore.
2. ↑  Kukësi spelade sina hemmamatcher under säsongen 2020/2021 på Elbasan Arena i Elbasan på grund av ombyggnad på deras hemmaarena Zeqir Ymeri-stadion i Kukës.
3. ↑  Partizani spelade sina hemmamatcher under säsongen 2020/2021 på Elbasan Arena i Elbasan. Deras nya hemmaarena Kompleksi Partizani var under ombyggnad.
4. 1 2  Vllaznia, vinnaren av Albanska cupen 2020/2021, var redan kvalificerade för Europaspel baserat på deras position i ligan. Därav blev även det fjärdeplacerade laget i ligan kvalificerat för Europa Conference League.